# شلهوب بن موسى الحرفوشي
الأمير شلهوب الحرفوشي (... - 1623 م)، من أمراء آل حرفوش الذين حكموا البقاع اللبناني منذ أوائل فترة الحكم العثماني.

## أحواله
عام 1615 أقطع جركس محمد باشا البقاع إلى الأمير شلهوب مقابل 12.000 قرش، وأمدّه بالفرسان ليفوز على ابن عمه يونس الحرفوشي، فحاصر الأمير شلهوب ابن عمه حسين بن يونس في قلعة قب الياس وسلّم الأخير القلعة من دون قتال، فذهب الأمير يونس الحرفوشي إلى حلب حيث كان الصدر الأعظم متواجدا هناك فأعاده إلى حكم بعلبك بعد أن دفع له 40.000 ذهبية، وأصدر أوامره لجركس محمد باشا بخلع الأمير شلهوب من منصبه وإعادة الأمير يونس.

عام 1616 م جرت معركة بين فخر الدين المعني وبين والي دمشق انتهت بانتصار فخر الدين عليه، فجاءه الأمير شلهوب وأظهر له الطاعة فأعاده إلى حكم بعلبك وخلع الأمير يونس وفرّ الأخير من البلاد.

قبض مراد باشا على الأمير يونس الحرفوشي في معرة النعمان فارسل حسين بن يونس الحرفوشي إلى خاله الأمير شلهوب طالبا مساعدته لاستعطاف فخر الدين لإطلاق أبيه مقابل 40 ألف ذهبية.

أُطلق يونس الحرفوشي من الأسر وبقي الأمير شلهوب حاكما لبعلبك، فذهب يونس إلى والي دمشق وأهداه هدية قيمة ونقده 30 ألف ذهبية ليقتل ابن عمه الأمير شلهوب ففعل الوالي ذلك وضبط جميع أملاك شلهوب وأعاد يونس إلى الحكم في بعلبك.

## وفاته
قتل عام 1623م في بعلبك على يد والي دمشق، بمكيدة من ابن عمه الأمير يونس الحرفوشي.